# هارتفورد، کمبریج‌شر
هارتفورد (به انگلیسی: Hartford) یک روستا در بریتانیا است که در کمبریج‌شر واقع شده‌است.